# Profitis Ilias (Archangelos)
Der Profitis Ilias (griechisch Προφήτης Ηλίας) ist ein 512 m hoher Berg auf der griechischen Insel Rhodos.
Der aus Kalkstein bestehende Berg befindet sich im mittleren Osten der Insel, von Rhodos (Stadt) etwa 40 km nach Süden, gelegen etwa 5 km Luftlinie südlich der Stadt Archangelos.
Auf der Insel Rhodos gibt es noch einen weiteren namensgleichen Berg bei Salakos.

## Quelle
- Günter Spitzing: Rhodos (Richtig wandern). DuMont Buchverlag, Köln 1987, ISBN 3770119975.